# 2008-as Le Mans-i 24 órás verseny
A 76. Le Mans-i 24 órás verseny június 14-én és 15-én került megrendezésre.

## Időmérő edzés
A rajsorrendet az időmérő edzés végeredménye határozta meg. A csapatoknak június 11. és 12. között két-két óra állt a rendelkezésükre, a legjobb eredmény eléréséhez.

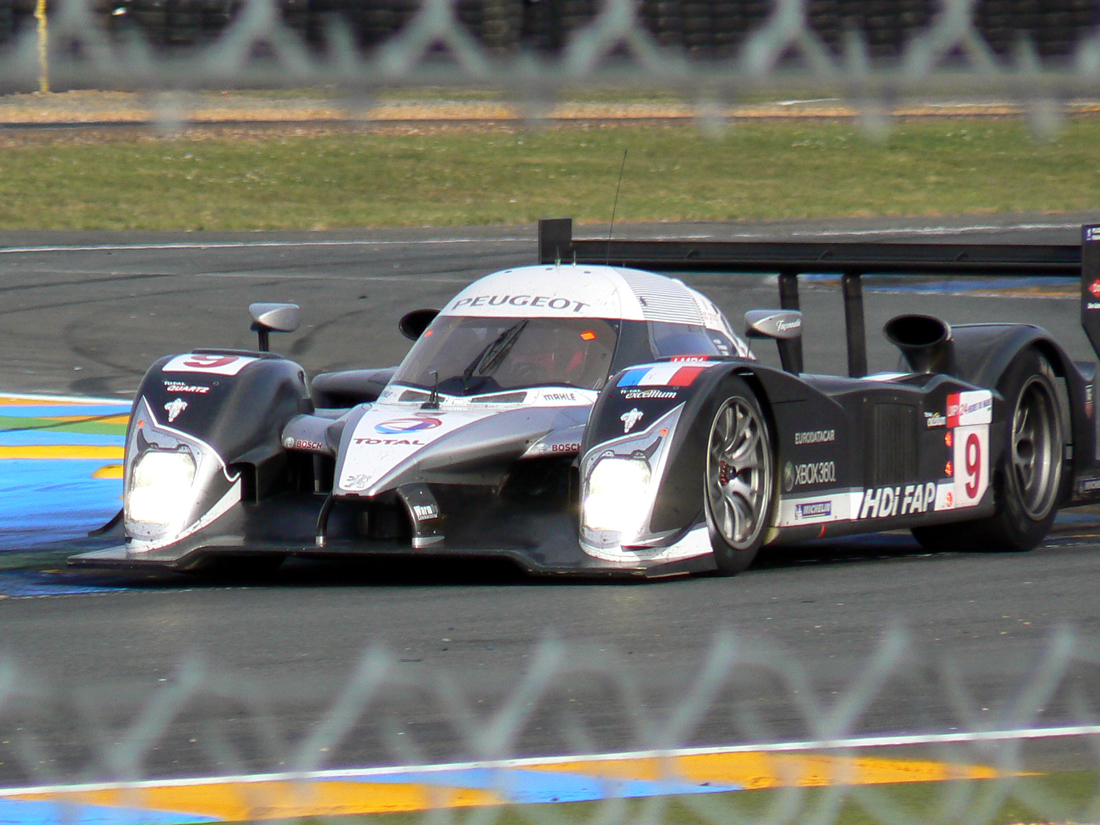
Franck Montagny a Peugeot csapat volánja mögött.

|    | Csapat                             | Modell | 1. nap   | 2. nap   |
| -- | ---------------------------------- | ------ | -------- | -------- |
| 1  | #8 Team Peugeot Total              | LMP1   | 3:18.513 | 3:20.566 |
| 2  | #9 Peugeot Sport Total             | LMP1   | 3:18.682 | 3:24.966 |
| 3  | #7 Team Peugeot Total              | LMP1   | 3:20.451 | 3:21.490 |
| 4  | #2 Audi Sport North America        | LMP1   | 3:24.105 | 3:23.847 |
| 5  | #3 Audi Sport Team Joest           | LMP1   | 3:24.287 | 3:26.432 |
| 6  | #10 Charouz Racing System          | LMP1   | 3:34.211 | 3:25.158 |
| 7  | #1 Audi Sport North America        | LMP1   | 3:27.580 | 3:25.289 |
| 8  | #11 Dome Racing Team               | LMP1   | 3:29.352 | 3:26.928 |
| 9  | #16 Pescarolo Sport                | LMP1   | 3:28.533 | 3:32.407 |
| 10 | #5 Team Oreca-Matmut               | LMP1   | 3:30.490 | 3:32.176 |
| 11 | #17 Pescarolo Sport                | LMP1   | 3:30.618 | 3:30.905 |
| 12 | #12 Charouz Racing System          | LMP1   | 3:31.910 | 3:31.135 |
| 13 | #6 Team Oreca-Matmut               | LMP1   | 3:31.243 | 3:33.139 |
| 14 | #34 Van Merksteijn Motorsport      | LMP2   | 3:34.078 | 3:32.301 |
| 15 | #21 Epsilon Euskadi                | LMP1   | 3:41.526 | 3:32.939 |
| 16 | #31 Team Essex                     | LMP2   | 3:33.441 | 3:38.621 |
| 17 | #20 Epsilon Euskadi                | LMP1   | 3:39.158 | 3:34.281 |
| 18 | #18 Rollcentre Racing              | LMP1   | 3:35.450 | 3:35.020 |
| 19 | #32 Barazi-Epsilon                 | LMP2   | 3:35.344 | 3:44.555 |
| 20 | #33 Speedy Racing Team Sebah       | LMP2   | 3:35.401 | -        |
| 21 | #14 Creation Autosportif           | LMP1   | 3:35.994 | 3:39.638 |
| 22 | #24 Terramos                       | LMP1   | 3:37.560 | 3:40.318 |
| 23 | #19 Chamberlain-Synergy Motorsport | LMP1   | 3:38.024 | 3:43.492 |
| 24 | #45 Embassy Racing                 | LMP2   | 3:39.926 | 3:49.019 |
| 25 | #25 Ray Mallock Ltd.               | LMP2   | 3:44.188 | 3:40.027 |
| 26 | #40 Quifel ASM Team                | LMP2   | 3:41.193 | 3:44.074 |
| 27 | #4 Saulnier Racing                 | LMP1   | 3:46.666 | 3:42.162 |
| 28 | #35 Saulnier Racing                | LMP2   | 3:42.545 | 4:10.588 |
| 29 | #41 Trading Performance            | LMP2   | 3:46.773 | 3:43.148 |
| 30 | #26 Team Bruichladdich Radical     | LMP2   | 3:47.935 | 3:46.631 |
| 31 | #63 Corvette Racing                | GT1    | 3:49.406 | 3:47.668 |
| 32 | #23 Autocon Motorsports            | LMP1   | 3:56.108 | 3:47.695 |
| 33 | #50 Larbre Compétition             | GT1    | 3:50.920 | 3:47.761 |
| 34 | #44 Kruse Schiller Motorsport      | LMP2   | 3:47.802 | -        |
| 35 | #64 Corvette Racing                | GT1    | 3:50.766 | 3:48.539 |
| 36 | #009 Aston Martin Racing           | GT1    | 3:52.266 | 3:48.994 |
| 37 | #007 Aston Martin Racing           | GT1    | 3:52.527 | 3:49.060 |
| 38 | #55 IPB Spartak Racing             | GT1    | 3:52.175 | 3:53.000 |
| 39 | #72 Luc Alphand Aventures          | GT1    | 3:53.990 | 3:52.993 |
| 40 | #59 Team Modena                    | GT1    | 3:58.193 | 3:53.031 |
| 41 | #22 Tōkai University YGK           | LMP1   | 3:52.143 | -        |
| 42 | #53 Vitaphone Racing Team          | GT1    | 3:57.371 | 3:53.475 |
| 43 | #73 Luc Alphand Aventures          | GT1    | 3:55.736 | 3:58.025 |
| 44 | #76 IMSA Performance Matmut        | GT2    | 4:00.793 | 3:58.152 |
| 45 | #77 Team Felbermayr-Proton         | GT2    | 4:02.517 | 3:59.072 |
| 46 | #96 Virgo Motorsport               | GT2    | 4:01.293 | 3:59.820 |
| 47 | #80 Flying Lizard Motorsports      | GT2    | 4:00.106 | 4:02.799 |
| 48 | #90 Farnbacher Racing              | GT2    | 4:05.098 | 4:01.464 |
| 49 | #82 Risi Competizione              | GT2    | 4:01.598 | 4:02.412 |
| 50 | #97 BMS Scuderia Italia            | GT2    | 4:02.080 | 4:03.109 |
| 51 | #99 JMB Racing                     | GT2    | 4:03.293 | 4:14.033 |
| 52 | #82 Snoras Spyker Squadron         | GT2    | 4:05.096 | 4:03.641 |
| 53 | #78 AF Corse                       | GT2    | 4:05.660 | 4:03.810 |
| 54 | #83 Risi Competizione              | GT2    | 4:07.978 | 4:04.515 |
| 55 | #94 Speedy Racing Team             | GT2    | 4:11.564 | 4:08.284 |

## Végeredmény
| Helyezés | Kategória | Rajt- szám | Csapat                                     | Versenyző                                                  | Modell                              | Gumi | Körök |
| Helyezés | Kategória | Rajt- szám | Csapat                                     | Versenyző                                                  | Motor                               | Gumi | Körök |
| -------- | --------- | ---------- | ------------------------------------------ | ---------------------------------------------------------- | ----------------------------------- | ---- | ----- |
| 1        | LMP1      | 2          | Audi Sport North America                   | Allan McNish Rinaldo Capello Tom Kristensen                | Audi R10 TDI                        | M    | 381   |
| 1        | LMP1      | 2          | Audi Sport North America                   | Allan McNish Rinaldo Capello Tom Kristensen                | Audi TDI 5.5 L Turbo V12 (Dízel)    | M    | 381   |
| 2        | LMP1      | 7          | Team Peugeot Total                         | Nicolas Minassian Marc Gené Jacques Villeneuve             | Peugeot 908                         | M    | 381   |
| 2        | LMP1      | 7          | Team Peugeot Total                         | Nicolas Minassian Marc Gené Jacques Villeneuve             | Peugeot HDi 5.5 L Turbo V12 (Dízel) | M    | 381   |
| 3        | LMP1      | 9          | Peugeot Sport Total                        | Franck Montagny Ricardo Zonta Christian Klien              | Peugeot 908                         | M    | 379   |
| 3        | LMP1      | 9          | Peugeot Sport Total                        | Franck Montagny Ricardo Zonta Christian Klien              | Peugeot HDi 5.5 L Turbo V12 (Dízel) | M    | 379   |
| 4        | LMP1      | 3          | Audi Sport Team Joest                      | Mike Rockenfeller Lucas Luhr Alexandre Prémat              | Audi R10 TDI                        | M    | 374   |
| 4        | LMP1      | 3          | Audi Sport Team Joest                      | Mike Rockenfeller Lucas Luhr Alexandre Prémat              | Audi TDI 5.5 L Turbo V12 (Dízel)    | M    | 374   |
| 5        | LMP1      | 8          | Team Peugeot Total                         | Stéphane Sarrazin Pedro Lamy Alexander Wurz                | Peugeot 908                         | M    | 368   |
| 5        | LMP1      | 8          | Team Peugeot Total                         | Stéphane Sarrazin Pedro Lamy Alexander Wurz                | Peugeot HDi 5.5 L Turbo V12 (Dízel) | M    | 368   |
| 6        | LMP1      | 1          | Audi Sport North America                   | Franciank Biela Marco Werner Emanuele Pirro                | Audi R10 TDI                        | M    | 367   |
| 6        | LMP1      | 1          | Audi Sport North America                   | Franciank Biela Marco Werner Emanuele Pirro                | Audi TDI 5.5 L Turbo V12 (Dízel)    | M    | 367   |
| 7        | LMP1      | 17         | Pescarolo Sport                            | Christophe Tinseau Benoît Tréluyer Harold Primat           | Pescarolo 01                        | M    | 362   |
| 7        | LMP1      | 17         | Pescarolo Sport                            | Christophe Tinseau Benoît Tréluyer Harold Primat           | Judd GV5.5 S2 5.5 L V10             | M    | 362   |
| 8        | LMP1      | 5          | Team Oreca-Matmut                          | Soheil Ayari Loïc Duval Laurent Groppi                     | Courage-Oreca LC70                  | M    | 357   |
| 8        | LMP1      | 5          | Team Oreca-Matmut                          | Soheil Ayari Loïc Duval Laurent Groppi                     | Judd GV5.5 S2 5.5 L V10             | M    | 357   |
| 9        | LMP1      | 10         | Charouz Racing System Aston Martin Racing  | Jan Charouz Tomáš Enge Stefan Mücke                        | Lola B08/60                         | M    | 354   |
| 9        | LMP1      | 10         | Charouz Racing System Aston Martin Racing  | Jan Charouz Tomáš Enge Stefan Mücke                        | Aston Martin 6.0L V12               | M    | 354   |
| 10       | LMP2      | 34         | Van Merksteijn Motorsport Equipe Verschuur | Peter van Merksteijn Sr. Jeroen Bleekemolen Jos Verstappen | Porsche RS Spyder Evo               | M    | 354   |
| 10       | LMP2      | 34         | Van Merksteijn Motorsport Equipe Verschuur | Peter van Merksteijn Sr. Jeroen Bleekemolen Jos Verstappen | Porsche MR6 3.4 L V8                | M    | 354   |
| 11       | LMP1      | 18         | Rollcentre Racing                          | João Barbosa Stéphan Grégoire Vanina Ickx                  | Pescarolo 01                        | D    | 352   |
| 11       | LMP1      | 18         | Rollcentre Racing                          | João Barbosa Stéphan Grégoire Vanina Ickx                  | Judd GV5.5 S2 5.5 L V10             | D    | 352   |
| 12       | LMP2      | 31         | Team Essex                                 | Casper Elgaard John Nielsen Sascha Maassen                 | Porsche RS Spyder Evo               | D    | 347   |
| 12       | LMP2      | 31         | Team Essex                                 | Casper Elgaard John Nielsen Sascha Maassen                 | Porsche MR6 3.4 L V8                | D    | 347   |
| 13       | GT1       | 009        | Aston Martin Racing                        | David Brabham Antonio García Darren Turner                 | Aston Martin DBR9                   | M    | 344   |
| 13       | GT1       | 009        | Aston Martin Racing                        | David Brabham Antonio García Darren Turner                 | Aston Martin 6.0 L V12              | M    | 344   |
| 14       | GT1       | 63         | Corvette Racing                            | Johnny O'Connell Jan Magnussen Ron Fellows                 | Chevrolet Corvette C6.R             | M    | 344   |
| 14       | GT1       | 63         | Corvette Racing                            | Johnny O'Connell Jan Magnussen Ron Fellows                 | Chevrolet LS7.R 7.0 L V8            | M    | 344   |
| 15       | GT1       | 64         | Corvette Racing                            | Oliver Gavin Olivier Beretta Max Papis                     | Chevrolet Corvette C6.R             | M    | 341   |
| 15       | GT1       | 64         | Corvette Racing                            | Oliver Gavin Olivier Beretta Max Papis                     | Chevrolet LS7.R 7.0 L V8            | M    | 341   |
| 16       | GT1       | 007        | Aston Martin Racing                        | Heinz-Harald Frentzen Andrea Piccini Karl Wendlinger       | Aston Martin DBR9                   | M    | 339   |
| 16       | GT1       | 007        | Aston Martin Racing                        | Heinz-Harald Frentzen Andrea Piccini Karl Wendlinger       | Aston Martin 6.0 L V12              | M    | 339   |
| 17       | GT1       | 72         | Luc Alphand Aventures                      | Luc Alphand Guillaume Moreau Jérôme Policand               | Chevrolet Corvette C6.R             | M    | 335   |
| 17       | GT1       | 72         | Luc Alphand Aventures                      | Luc Alphand Guillaume Moreau Jérôme Policand               | Chevrolet LS7.R 7.0 L V8            | M    | 335   |
| 18       | LMP2      | 35         | Saulnier Racing                            | Pierre Ragues Mathieu Lahaye Cheng Cong Fu                 | Pescarolo 01                        | M    | 333   |
| 18       | LMP2      | 35         | Saulnier Racing                            | Pierre Ragues Mathieu Lahaye Cheng Cong Fu                 | Judd DB 3.4 L V8                    | M    | 333   |
| 19       | GT2       | 82         | Risi Competizione                          | Gianmaria Bruni Mika Salo Jaime Melo                       | Ferrari F430 GT2                    | M    | 326   |
| 19       | GT2       | 82         | Risi Competizione                          | Gianmaria Bruni Mika Salo Jaime Melo                       | Ferrari 4.0 L V8                    | M    | 326   |
| 20       | LMP2      | 40         | Quifel ASM Team                            | Miguel Amaral Olivier Pla Guy Smith                        | Lola B05/40                         | D    | 325   |
| 20       | LMP2      | 40         | Quifel ASM Team                            | Miguel Amaral Olivier Pla Guy Smith                        | AER P07 2.0 L Turbo I4              | D    | 325   |
| 21       | GT1       | 73         | Luc Alphand Aventures                      | Jean-Luc Blanchemain Laurent Pasquali Patrice Goueslard    | Chevrolet Corvette C6.R             | M    | 325   |
| 21       | GT1       | 73         | Luc Alphand Aventures                      | Jean-Luc Blanchemain Laurent Pasquali Patrice Goueslard    | Chevrolet LS7.R 7.0 L V8            | M    | 325   |
| 22       | GT2       | 97         | BMS Scuderia Olaszlia                      | Matteo Malucelli Paolo Ruberti Fabio Babini                | Ferrari F430 GT2                    | P    | 318   |
| 22       | GT2       | 97         | BMS Scuderia Olaszlia                      | Matteo Malucelli Paolo Ruberti Fabio Babini                | Ferrari 4.0 L V8                    | P    | 318   |
| 23       | GT2       | 90         | Farnbacher Racing                          | Pierre Ehret Pierre Kaffer Lars-Erik Nielsen               | Ferrari F430 GT2                    | D    | 317   |
| 23       | GT2       | 90         | Farnbacher Racing                          | Pierre Ehret Pierre Kaffer Lars-Erik Nielsen               | Ferrari 4.0 L V8                    | D    | 317   |
| 24       | LMP1      | 14         | Creation Autosportif                       | Stuart Hall Johnny Mowlem Marc Goossens                    | Creation CA07                       | D    | 316   |
| 24       | LMP1      | 14         | Creation Autosportif                       | Stuart Hall Johnny Mowlem Marc Goossens                    | AIM (Judd) 5.0 L V10                | D    | 316   |
| 25       | GT2       | 99         | JMB Racing Aucott Racing                   | Ben Aucott Alain Ferté Stéphane Daoudi                     | Ferrari F430 GT2                    | M    | 312   |
| 25       | GT2       | 99         | JMB Racing Aucott Racing                   | Ben Aucott Alain Ferté Stéphane Daoudi                     | Ferrari 4.0 L V8                    | M    | 312   |
| 26       | LMP1      | 4          | Saulnier Racing                            | Jacques Nicolet Marc Faggionato Richard Hein               | Pescarolo 01                        | M    | 311   |
| 26       | LMP1      | 4          | Saulnier Racing                            | Jacques Nicolet Marc Faggionato Richard Hein               | Judd GV5.5 S2 5.5 L V10             | M    | 311   |
| 27       | GT2       | 77         | Team Felbermayr-Proton                     | Horst Felbermayr, Sr. Alex Davison Wolf Henzler            | Porsche 997 GT3-RSR                 | M    | 309   |
| 27       | GT2       | 77         | Team Felbermayr-Proton                     | Horst Felbermayr, Sr. Alex Davison Wolf Henzler            | Porsche 3.8 L Flat-6                | M    | 309   |
| 28       | GT1       | 50         | Larbre Compétition                         | Christophe Bouchut David Smet Patrick Bornhauser           | Saleen S7-R                         | M    | 306   |
| 28       | GT1       | 50         | Larbre Compétition                         | Christophe Bouchut David Smet Patrick Bornhauser           | Ford 7.0 L V8                       | M    | 306   |
| 29       | LMP2      | 32         | Barazi-Epsilon                             | Michael Vergers Juan Barazi Stuart Moseley                 | Zytek 07S/2                         | M    | 304   |
| 29       | LMP2      | 32         | Barazi-Epsilon                             | Michael Vergers Juan Barazi Stuart Moseley                 | Zytek ZG348 3.4 L V8                | M    | 304   |
| 30       | GT1       | 59         | Team MoDániaa                              | Terry Borcheller Christian Fittipaldi Jos Menten           | Aston Martin DBR9                   | M    | 302   |
| 30       | GT1       | 59         | Team MoDániaa                              | Terry Borcheller Christian Fittipaldi Jos Menten           | Aston Martin 6.0 L V12              | M    | 302   |
| 31       | LMP2      | 26         | Team Bruichladdich Radical                 | Marc Rostan Gunnar Jeannette Ben Devlin                    | Radical SR9                         | D    | 297   |
| 31       | LMP2      | 26         | Team Bruichladdich Radical                 | Marc Rostan Gunnar Jeannette Ben Devlin                    | AER P07 2.0 L Turbo I4              | D    | 297   |
| 32       | GT2       | 80         | Flying Lizard Motorsports                  | Jörg Bergmeister Johannes van Overbeek Seth Neiman         | Porsche 997 GT3-RSR                 | M    | 289   |
| 32       | GT2       | 80         | Flying Lizard Motorsports                  | Jörg Bergmeister Johannes van Overbeek Seth Neiman         | Porsche 3.8 L Flat-6                | M    | 289   |
| 33 NC    | LMP1      | 11         | Dome Racing Team                           | Tatsuya Kataoka Yuji Tachikawa Daisuke Ito                 | Dome S102                           | M    | 272   |
| 33 NC    | LMP1      | 11         | Dome Racing Team                           | Tatsuya Kataoka Yuji Tachikawa Daisuke Ito                 | Judd GV5.5 S2 5.5 L V10             | M    | 272   |
| 34 NC    | GT1       | 55         | IPB Spartak Racing Reiter Engineering      | Peter Kox Mike Hezemans Roman Oroszinov                    | Lamborghini Murciélago R-GT         | M    | 266   |
| 34 NC    | GT1       | 55         | IPB Spartak Racing Reiter Engineering      | Peter Kox Mike Hezemans Roman Oroszinov                    | Lamborghini L535 6.0 L V12          | M    | 266   |
| 35 NC    | LMP1      | 24         | Terramos                                   | Yojiro Terada Hiroki Katoh Kazuho Takahashi                | Courage LC70                        | M    | 224   |
| 35 NC    | LMP1      | 24         | Terramos                                   | Yojiro Terada Hiroki Katoh Kazuho Takahashi                | Mugen MF408S 4.0 L V8               | M    | 224   |
| 36 DNF   | GT2       | 96         | Virgo Motorsport                           | Rob Belgal Tim Mullen Tim Sugden                           | Ferrari F430 GT2                    | D    | 289   |
| 36 DNF   | GT2       | 96         | Virgo Motorsport                           | Rob Belgal Tim Mullen Tim Sugden                           | Ferrari 4.0 L V8                    | D    | 289   |
| 37 DNF   | LMP1      | 16         | Pescarolo Sport                            | Emmanuel Collard Jean-Christophe Boullion Romain Dumas     | Pescarolo 01                        | M    | 238   |
| 37 DNF   | LMP1      | 16         | Pescarolo Sport                            | Emmanuel Collard Jean-Christophe Boullion Romain Dumas     | Judd GV5.5 S2 5.5 L V10             | M    | 238   |
| 38 DNF   | LMP1      | 23         | Autocon Motorsports Creation Autosportif   | Bryan Willman Michael Lewis Chris McMurry                  | Creation CA07                       | D    | 224   |
| 38 DNF   | LMP1      | 23         | Autocon Motorsports Creation Autosportif   | Bryan Willman Michael Lewis Chris McMurry                  | Judd GV5 5.0 L V10                  | D    | 224   |
| 39 DNF   | LMP2      | 45         | Embassy Racing                             | Warren Hughes Jonny Kane Joey Foster                       | Embassy WF01                        | M    | 213   |
| 39 DNF   | LMP2      | 45         | Embassy Racing                             | Warren Hughes Jonny Kane Joey Foster                       | Zytek ZG348 3.4 L V8                | M    | 213   |
| 40 DNF   | LMP2      | 33         | Speedy Racing Team Sebah Automotive        | Steve Zacchia Andrea Belgaicchi Xavier Pompidou            | Lola B08/80                         | M    | 194   |
| 40 DNF   | LMP2      | 33         | Speedy Racing Team Sebah Automotive        | Steve Zacchia Andrea Belgaicchi Xavier Pompidou            | Judd DB 3.4 L V8                    | M    | 194   |
| 41 DNF   | LMP1      | 20         | Epsilon Euskadi                            | Ángel Burgueño Miguel Ángel de Castro Adrián Vallés        | Epsilon Euskadi EE1                 | M    | 189   |
| 41 DNF   | LMP1      | 20         | Epsilon Euskadi                            | Ángel Burgueño Miguel Ángel de Castro Adrián Vallés        | Judd GV5.5 S2 5.5 L V10             | M    | 189   |
| 42 DNF   | LMP1      | 22         | Tōkai University YGK Power                 | Szuzuki Tosio Haruki Kurosawa Masami Kageyama              | Courage-Oreca LC70                  | Y    | 185   |
| 42 DNF   | LMP1      | 22         | Tōkai University YGK Power                 | Szuzuki Tosio Haruki Kurosawa Masami Kageyama              | YGK YR40 4.0 L Turbo V8             | Y    | 185   |
| 43 DNF   | LMP1      | 21         | Epsilon Euskadi                            | Nakanó Sindzsi Stefan Johansson Jean-Marc Gounon           | Epsilon Euskadi EE1                 | M    | 158   |
| 43 DNF   | LMP1      | 21         | Epsilon Euskadi                            | Nakanó Sindzsi Stefan Johansson Jean-Marc Gounon           | Judd GV5.5 S2 5.5 L V10             | M    | 158   |
| 44 DNF   | LMP1      | 6          | Team Oreca-Matmut                          | Marcel Fässler Olivier Panis Simon Pagenaud                | Courage-Oreca LC70                  | M    | 147   |
| 44 DNF   | LMP1      | 6          | Team Oreca-Matmut                          | Marcel Fässler Olivier Panis Simon Pagenaud                | Judd GV5.5 S2 5.5 L V10             | M    | 147   |
| 45 DNF   | LMP2      | 44         | Kruse Schiller Motorsport                  | Jean de Pourtales Hideki Noda Allan Simonsen               | Lola B05/40                         | D    | 147   |
| 45 DNF   | LMP2      | 44         | Kruse Schiller Motorsport                  | Jean de Pourtales Hideki Noda Allan Simonsen               | Mazda MZR-R 2.0 L Turbo I4          | D    | 147   |
| 46 DNF   | LMP1      | 12         | Charouz Racing System Team Cytosport       | Greg Pickett Klaus Graf Jan Lammers                        | Lola B07/17                         | M    | 146   |
| 46 DNF   | LMP1      | 12         | Charouz Racing System Team Cytosport       | Greg Pickett Klaus Graf Jan Lammers                        | Judd GV5.5 S2 5.5 L V10             | M    | 146   |
| 47 DNF   | GT2       | 78         | AF Corse                                   | Thomas Biagi Toni Vilander Christian Montanari             | Ferrari F430 GT2                    | M    | 111   |
| 47 DNF   | GT2       | 78         | AF Corse                                   | Thomas Biagi Toni Vilander Christian Montanari             | Ferrari 4.0 L V8                    | M    | 111   |
| 48 DNF   | LMP2      | 25         | Ray Mallock Ltd. (RML)                     | Andy Wallace Mike Newton Thomas Erdos                      | MG-Lola EX265                       | M    | 100   |
| 48 DNF   | LMP2      | 25         | Ray Mallock Ltd. (RML)                     | Andy Wallace Mike Newton Thomas Erdos                      | MG (AER) XP21 2.0 L Turbo I4        | M    | 100   |
| 49 DNF   | LMP1      | 19         | Chamberlain-Synergy Motorsport             | Bob Berridge Gareth Evans Amanda Stretton                  | Lola B06/10                         | D    | 87    |
| 49 DNF   | LMP1      | 19         | Chamberlain-Synergy Motorsport             | Bob Berridge Gareth Evans Amanda Stretton                  | AER P32C 4.0 L Turbo V8             | D    | 87    |
| 50 DNF   | GT1       | 53         | Vitaphone Racing Team Strakka Racing       | Peter Hardman Nick Leventis Alexandre Negrão               | Aston Martin DBR9                   | M    | 82    |
| 50 DNF   | GT1       | 53         | Vitaphone Racing Team Strakka Racing       | Peter Hardman Nick Leventis Alexandre Negrão               | Aston Martin 6.0 L V12              | M    | 82    |
| 51 DNF   | GT2       | 94         | Speedy Racing Team                         | Andrea Chiesa Iradj Alexander Benjamin Leuenberger         | Spyker C8 Laviolette GT2-R          | M    | 72    |
| 51 DNF   | GT2       | 94         | Speedy Racing Team                         | Andrea Chiesa Iradj Alexander Benjamin Leuenberger         | Audi 4.0 L V8                       | M    | 72    |
| 52 DNF   | GT2       | 85         | Snoras Spyker Squadron                     | Ralf Kelleners Alexei Vasiliev Peter Dumbreck              | Spyker C8 Laviolette GT2-R          | M    | 43    |
| 52 DNF   | GT2       | 85         | Snoras Spyker Squadron                     | Ralf Kelleners Alexei Vasiliev Peter Dumbreck              | Audi 4.0 L V8                       | M    | 43    |
| 53 DNF   | GT2       | 76         | IMSA Performance Matmut                    | Raymond Narac Patrick Long Richard Lietz                   | Porsche 997 GT3-RSR                 | M    | 26    |
| 53 DNF   | GT2       | 76         | IMSA Performance Matmut                    | Raymond Narac Patrick Long Richard Lietz                   | Porsche 3.8 L Flat-6                | M    | 26    |
| 54 DNF   | LMP2      | 41         | Trading Performance                        | Karim Ojjeh Claude-Yves Gosselin Adam Sharpe               | Zytek 07S/2                         | M    | 22    |
| 54 DNF   | LMP2      | 41         | Trading Performance                        | Karim Ojjeh Claude-Yves Gosselin Adam Sharpe               | Zytek ZG348 3.4 L V8                | M    | 22    |
| 55 DNF   | GT2       | 83         | Risi Competizione Krohn Racing             | Tracy Krohn Nic Jonsson Eric van der Poele                 | Ferrari F430 GT2                    | M    | 12    |
| 55 DNF   | GT2       | 83         | Risi Competizione Krohn Racing             | Tracy Krohn Nic Jonsson Eric van der Poele                 | Ferrari 4.0 L V8                    | M    | 12    |